# جردن کرونن‌وث
جردن کرونن‌وث (انگلیسی: Jordan Cronenweth؛ ‏ ۲۰ فوریهٔ ۱۹۳۵ – ۲۹ نوامبر ۱۹۹۶) فیلم‌بردار اهل ایالات متحده آمریکا بود. وی علاوه بر نامزدی برای جایزه اسکار بهترین فیلم‌برداری، برندۀ جایزه انجمن سینماگران آمریکا برای بهترین فیلمبرداری شد.

## جوایز
کرونن‌وث برنده جایزه بفتا بهترین فیلم‌برداری در سال ۱۹۸۲ شده‌است.

## فیلم‌شناسی
وی فیلم‌بردار فیلم‌هایی همچون پگی سو ازدواج کرد و احوال دگرگون‌شده بوده‌است